# Argonaute (1798)
Pour les autres navires du même nom, voir Argonaute (navire).
L’Argonaute était un navire de ligne de 74 canons de la marine nationale.

## Carrière
Sous le commandement de Villaret de Joyeuse, il prend part à l'expédition à Saint Domingue et transporte la 8e compagnie du 4e régiment d'artillerie. 
Il prend part à la Bataille de Trafalgar, et réussit à retourner à Cadix. Incapable de quitter le port à cause de dommage et du blocus britannique, il est échangé contre le vaisseau espagnol Vencedor (es).
Ce vaisseau fut renommé Argonauta mais n'a jamais plus servi.

## Commandant
- Louis Thomas Villaret de Joyeuse (1747-1812)

## Personnalités ayant servi ou monté à son bord
- Henri Ducor (1789-1860), marin à bord à la Bataille de Trafalgar, prisonnier à l'île Cabrera, il écrira un ouvrage sur sa captivité et son évasion le 16 juillet 1811.